# Alessandra Macinghi
Alessandra Macinghi Strozzi (Firenze, 1406 – Firenze, 11 marzo 1471) è stata una scrittrice italiana, gentildonna del primo Rinascimento fiorentino.

## Biografia
Figlia di Filippo di Niccolò e di Caterina di Alberto di Bernardo Alberti, il 9 giugno 1422 sposò Matteo Strozzi (23 settembre 1397 - 1435), mercante e letterato. Al momento del matrimonio, i Macinghi erano ancora in buone condizioni economiche, tanto che fornirono per Alessandra una dote di 1600 fiorini, cifra ragguardevole per l'epoca; ma in seguito la loro situazione peggiorò. La coppia ebbe nove figli: 
- Andreuola (11 luglio 1424 - agosto 1425);
- Andreuola (15 ottobre 1425 - 1435);
- Simone (6 aprile 1427 - 1435);
- Filippo (4 luglio 1428 - 14 maggio 1491);
- Pietro (25 novembre 1429 - 1435);
- Caterina (17 maggio 1431 - 8 maggio 1481[2]);
- Lorenzo (21 agosto 1432 -  marzo 1479);
- Alessandra (agosto 1434 - 1494[3]);
- Matteo (1º marzo 1436 - 23 agosto 1459).

Il marito, esponente di una delle famiglie più importanti di Firenze, avversaria dei Medici, venne espulso nel novembre 1434, perché era uno dei cittadini messi al bando dalla Balìa che aveva richiamato Cosimo de' Medici, dopo che la lotta per il potere in quegli anni si era risolta a suo favore. Matteo Strozzi fu esiliato a Pesaro per cinque anni, dove fu raggiunto da Alessandra e dai figli; l'anno dopo Matteo e i figli Andreuola, Simone e Pietro morirono di peste.
La Macinghi, vedova, rientrò a Firenze con quattro figli superstiti e incinta dell'ultimo, a cui diede il nome del marito, e si stabilì nella grande casa di famiglia nel corso degli Strozzi. Riportò a Firenze le spoglie del marito per dar loro sepoltura nella tomba di famiglia in Santa Maria Novella.
A Firenze si trovò alle prese con notevoli difficoltà economiche, soprattutto a causa della pesante tassazione che colpiva le proprietà immobiliari della famiglia (alcune abitazioni in città e terreni nei dintorni), e negli anni successivi ne vendette la maggior parte. Conservò però la casa nel corso degli Strozzi, a cui teneva particolarmente come base della presenza della famiglia in città, e come disponeva il testamento del marito. Inoltre dovette affrontare una contesa con il fratello Antonio per l'eredità dell'altro fratello Zanobi; questi, non sposato, fu sostenuto e ospitato da Alessandra, morì nel 1452 e le lasciò i suoi beni. Antonio contestò l'eredità ma Alessandra ottenne dal governo una decisione a suo favore.
I figli furono mandati fuori Firenze a impratichirsi nell'attività di mercanti presso i cugini Jacopo, Filippo e Niccolò: Filippo nel 1441 a Valencia, nel 1445 a Barcellona e nel 1447 a Napoli, Lorenzo a Bruges e poi anche lui a Napoli; nel 1450 anche l'ultimogenito Matteo fu mandato a Napoli e affidato ai fratelli, e Alessandra, particolarmente affezionata a lui, soffrì per la separazione.
A Firenze, la Macinghi cercava di conservare il patrimonio familiare e ristabilire la posizione sociale della famiglia. Amministrava i suoi beni in modo oculato ed evitava il lusso e lo spreco. Si occupò di trovare dei buoni mariti per le due figlie: Caterina nel 1447 sposò Marco Parenti, poi Parenti della Serra, mercante benestante di famiglia originaria del Mugello che nel XVII secolo si trasferì a Pistoia, e Alessandra nel 1451 sposò Giovanni Bonsi, uomo affidabile e di buon rango ma non ricco né fortunato. Si preoccupò anche di individuare i partiti giusti per i figli maschi (lo definiva "il fatto della donna"). Dei buoni matrimoni erano essenziali per ripristinare la posizione della famiglia, e Alessandra cercava di individuare una sposa adatta tra le giovani della città e spingeva i figli a considerare il matrimonio. Tuttavia le lunghe trattative con Francesco Tanagli perché concedesse una delle sue figlie a Filippo non andarono a buon fine.
L'attività economica di Filippo e Lorenzo a Napoli prosperava, e Alessandra si teneva in contatto con loro per lettera. Mentre si sforzava di proteggere i beni e gli interessi a Firenze della famiglia, sosteneva le attività dei figli a Napoli, e non perdeva la speranza di rivedere Filippo e Lorenzo a Firenze. Matteo morì di malattia nel 1459, e la Macinghi ne provò un intenso dolore. In questo periodo ebbe anche l'aiuto del genero Marco Parenti, che aveva buone relazioni con l'élite politica fiorentina, sia per ristabilire buoni rapporti con le autorità, sia per la ricerca di potenziali mogli per i due figli. Una legge del 1458 aveva prorogato di 25 anni l'esilio per i discendenti degli espulsi del 1434, compresi quindi Filippo e Lorenzo. Solo dopo la morte di Cosimo de' Medici le prospettive per i fuoriusciti parvero migliorare. Anche re Ferdinando I di Napoli, di cui Filippo aveva guadagnato la fiducia, si spese a favore dei due Strozzi. Il loro rientro fu finalmente permesso nel 1466 per grazia di Piero de' Medici, che aveva ripreso il controllo della situazione politica dopo il fallimento di una congiura contro di lui. L'anno dopo Filippo sposò Fiammetta Adimari, e Alessandra si occupò di lei e dei figli che la coppia ebbe. Nel 1470 anche Lorenzo trovò moglie, Antonia di Francesco Baroncelli.
La Macinghi morì a Firenze nel 1471. Verso i figli aveva fatto "da madre e da padre", e con la sua azione tenace aveva contribuito a difendere e ristabilire il ruolo della famiglia e a porre le basi per la sua successiva fortuna.

## Le lettere
Di lei rimangono 73 lettere scritte ai figli tra il 24 agosto 1447 e 14 aprile 1470 (con interruzioni tra il febbraio 1453 e il settembre 1458 e tra il febbraio 1466 e il marzo 1469; non sappiamo se in questi periodi la Macinghi non scrisse, o se le lettere sono andate perdute). Sono conservate nell'Archivio di Stato di Firenze, e furono pubblicate per la prima volta da Cesare Guasti nel 1877.
Non istruita, Alessandra scriveva con fatica, come dichiara lei stessa; ma le era indispensabile per tenersi in contatto con i figli. Oltre a rispecchiare un profondo amore materno e un forte senso di unione familiare, le lettere forniscono consigli morali e pratici e notizie commerciali, e rivelano la grande attenzione della Macinghi per tutto ciò che accadeva nella vita politica interna, nell'attesa che si creassero condizioni favorevoli per il rimpatrio dei figli. Frequentissimi sono i richiami a Dio, alla speranza nel suo aiuto e nella sua benevolenza, e all'accettazione della sua volontà. In molti punti, per sicurezza persone e fatti politici sono indicati con cifre; queste indicazioni furono in parte decifrate dal Guasti.

### Edizioni
- Cesare Guasti (a cura di), Lettere di una gentildonna fiorentina del secolo XV ai figliuoli esuli, Firenze, Sansoni, 1877.
- Lettere ai figlioli, Lanciano, R. Carabba, 1914.
- Angela Bianchini (a cura di), Tempo di affetti e di mercanti: lettere ai figli esuli, Milano, Garzanti, 1987, ISBN 8811662575.